# Remko Willaert
Remko Willaert is een personage in de VTM-televisieserie Familie. Het personage werd gespeeld door Ward Bal. Op 1 oktober 2012 verdween het personage samen met Hannah Van den Bossche.
Remko is de zoon van twee diplomaten die vaak voor lange tijd in Dubai verblijven. Hij kreeg de kans om te studeren aan de Harvard-universiteit in de VS, maar koos ervoor om in België te blijven.

## Overzicht
We leren Remko kennen als vlotte en spontane jongeman in het jongerencafé waar Hannah Van den Bossche vaak iets gaat drinken met haar vriendinnen. Voor Hanne is Remko haar eerste serieuze relatie, en vooral haar vader Bart Van den Bossche heeft het daar zeer moeilijk mee. Hij kan zijn opgroeiende dochter maar moeilijk loslaten. Als de daaropvolgende ruzies het jonge koppel te veel worden, besluiten ze om samen een appartement te huren. Dit blijkt al snel financieel veel zwaarder dan verwacht. Door hun geldproblemen maken ze voortdurend ruzie, en ze besluiten dan ook om weer elk apart bij hun ouders in te trekken.
Wanneer Brenda Vermeir, de moeder van Hanne tijdens een aanrijding om het leven komt, breekt er voor het koppel een moeilijke periode aan. Hanne probeert de rol van huismoeder over te nemen en heeft hierdoor weinig tijd voor haar vriend. Remko kan de druk niet meer aan en zet daarom een punt achter zijn relatie. Achteraf blijkt dat hij nog veel van Hanne houdt en ze beginnen samen opnieuw een relatie. Bart merkt dat Remko zijn dochter er terug bovenop brengt en stap voor stap begint hij de jongen te aanvaarden.
Een tijdje later raakt Hanne raakt onverwacht zwanger van Remko. Hanne wil abortus uitvoeren, maar Remko en zijn ouders zetten Hanne onder druk. Hanne twijfelt serieus, maar kiest uiteindelijk toch voor abortus. Dit betekent meteen het einde van de relatie tussen Hanne en Remko. Later komen ze toch terug samen, waardoor Remko het contact met zijn ouders verliest.
Remko is woedend wanneer Hanne hem vertelt dat ze in New York wil gaan studeren. Hij heeft immers enkele jaren geleden een studieloopbaan aan de prestigieuze Harvard-universiteit laten schieten, om bij haar in België te blijven. Hanne brengt hem op het idee om opnieuw zijn kans te wagen, en uiteindelijk blijkt dat hij nog steeds terechtkan op Harvard. De ouders van Remko raken hiervan op de hoogte en zijn dolgelukkig. Dankzij alle steun staat Hanne en Remko niets meer in de weg. Ze verhuizen samen naar de Verenigde Staten. In 2013 keert Hannah terug uit Amerika, dan wordt duidelijk dat zij en Remko uit elkaar zijn gegroeid.